# Francisco del Castillo Andraca
Francisco del Castillo Andraca y Tamayo (*Piura, 2 de abril de 1716 - † Lima, diciembre de 1770) fue un clérigo de la Orden de la Merced, escritor y poeta peruano.
No debe confundirse con su homónimo Francisco del Castillo (jesuita del siglo XVII), también limeño.

## Biografía
Francisco del Castillo, llamado "el ciego de la Merced", nació en Piura, en 1716 y murió en Lima en 1770, siendo clérigo de la Orden de la Merced.
Existen pocos datos ciertos sobre su vida, entre ellos: el que fue bautizado en la parroquia de San Marcelo; no hay dudas sobre su ceguera, pero sí sobre el grado que esta tenía; su padre fue el corregidor don Luis del Castillo y su madre doña Jordana Tamayo y Sosa, poeta citado por Pedro Peralta y Barnuevo en su Lima triunfante, Lima, 1708, que fue dueño de una imprenta sita en la calle de Mercaderes, a pocos metros del convento de la Merced de Lima, donde su hijo pasaría después toda su vida, imprenta que heredaría Francisco y que luego cedería a su Orden y que finalmente sería motivo de discordia entre esta y Francisco, porque después el lego la incluyó en su testamento y dispuso de ella, pero no a favor de su Orden, finalmente todo se debió arreglar armoniosamente porque a la muerte de Francisco, la Orden alquiló varias veces esta imprenta; en el indicado testamento, que es de 1737, dispone Francisco de 6 esclavos de su propiedad a favor de su tía Josefa Tamayo; al fin, tampoco puede haber dudas que Francisco era un buen ejecutante musical, de genio alegre, facilidad para la improvisación y versificación acabada, además de tener una cultura histórica y literaria de origen libresco muy acusada, alguien para quien la palabra y la música forman una sola unidad expresiva.

## Obras
La obra de Francisco recopilada a partir de los manuscritos que se originaron por el entusiasmo en el público que provocó su creación oral, consta de: poemas, teatro y traducciones.
Los poemas se hallan en dos conjuntos de manuscritos en el Archivo Nacional de Chile- procedentes de la Biblioteca Nacional del Perú, en Lima- uno, en el Fondo Antiguo, Vol. 6 y el otro en Fondos Varios, Vol. 805. Los poemas del Fondo Antiguo han sido publicados por el P. Rubén Vargas Ugarte S.J. en su libro Castillo, Lima, 1948 y los de Fondos Varios figuran en el libro Obra completa*.
Las obras teatrales que se conservan son 12, de ellas, 10 figuran en el ms. 16283 de la Biblioteca Nacional de España, en Madrid. No cabe duda de que para Francisco esta era la parte más importante de su obra literaria, ya que el ms. de Madrid reúne la mayor parte de su obra teatral y se puede advertir que como el copista es el mismo a lo largo del manuscrito, ha debido trabajar bajo la supervisión como corrector del autor. Sus temas teatrales son: históricos, religiosos y la comedia de enredos.
Las traducciones son 2. Los poemas contienen, entre muchos otros, 10 Romances y 3 Tardes de toros, que se refieren a aspectos populares de la ciudad de Lima, a sus calles y personajes conocidos; los inevitables poemas laudatorios, como el dedicado a D. José Perfecto de Salas, valedor de Francisco y también un Romance en 52 octavas al Marqués de Monterrico; hay un poema al terremoto de 1746, el peor de los sufridos por la ciudad de Lima; un ejemplo notable de la facilidad de composición del autor son el conjunto de 22 décimas cada una de las cuales termina en un verso que es así mismo el título de una obra de teatro que se representaba en la época; hay un poema de corte costumbrista, en forma de diálogo que se produce entre la Alameda de Lima con el vecino pueblo de Lurigancho y que desemboca en un litigio judicial entre las dos partes, que termina con la sentencia que dicta el autor; finalmente el poema más extenso del conjunto– 3068 versos – denominado Pasión y muerte de Nuestro Señor Jesucristo, en romance- que es la forma más utilizada por Francisco. Hay que mencionar algunos poemas cortos, de tema y léxico muy procaces, que don Ricardo Palma rescata en sus Tradiciones en salsa verde.
Sus obras de teatro son: 
- El redentor no nacido mártir, confesor y virgen, San Ramón – se trata de San Ramón Nonato, santo de la Orden de la Merced
- Todo el ingenio lo allana – comedia de enredos -
- Guerra es la vida del hombre
- La conquista del Perú –según la idea del Inca Garcilaso de la Vega
- Mitrídates, Rey del Ponto
- el entremés Del justicia y litigantes
- el entremés del Viejo niño
- un sainete
- un Fin de Fiesta
- una Loa a D. Pedro del Villar
- una dedicatoria del Auto sacramental Guerra es la vida del hombre
- Loa para La conquista del Perú.

Las traducciones son del Beatus Ille de Horacio y el Himno Te Deum de San Agustín y San Ambrosio.
- Datos: Q5484200
- Multimedia: Francisco del Castillo Andraca / Q5484200